# Architecture Art déco à Limoges

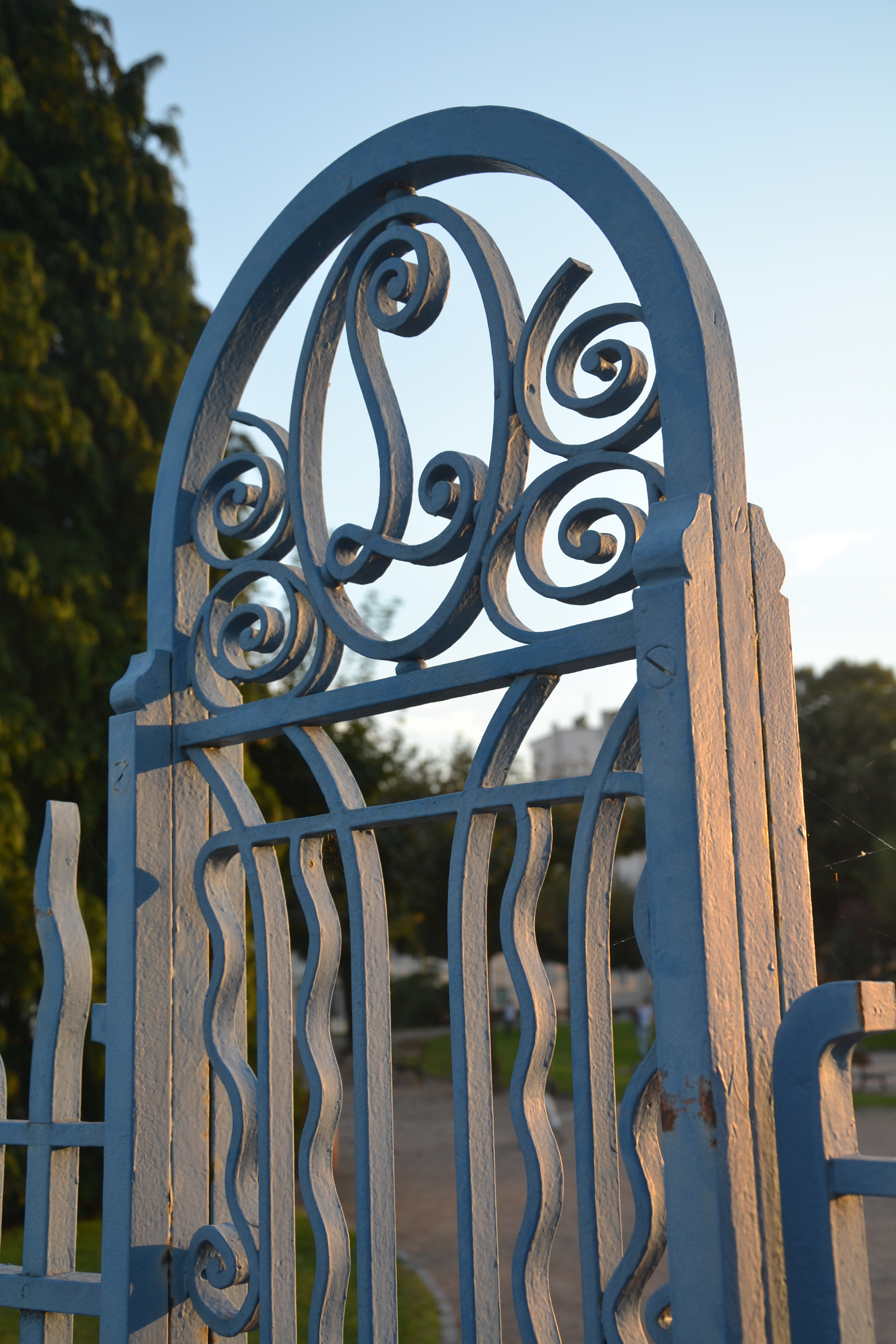
Détail d'une grille du jardin du Champ de Juillet.

Le développement de l'art déco à Limoges bénéficie de l'essor économique et démographique de la ville lié à l'industrie, notamment la porcelaine et la chaussure. Ce style artistique emblématique des années 1920 et 1930 s'exprime dans l'artisanat par le biais d'ateliers comme celui de l'émailleur Camille Fauré ou du verrier Francis Chigot, ou dans le paysage urbain par le biais d'architectes dont Roger Gonthier, auteur de la gare des Bénédictins ou du pavillon du Verdurier, est le plus emblématique.

## Galerie

Architecture Art déco à Limoges
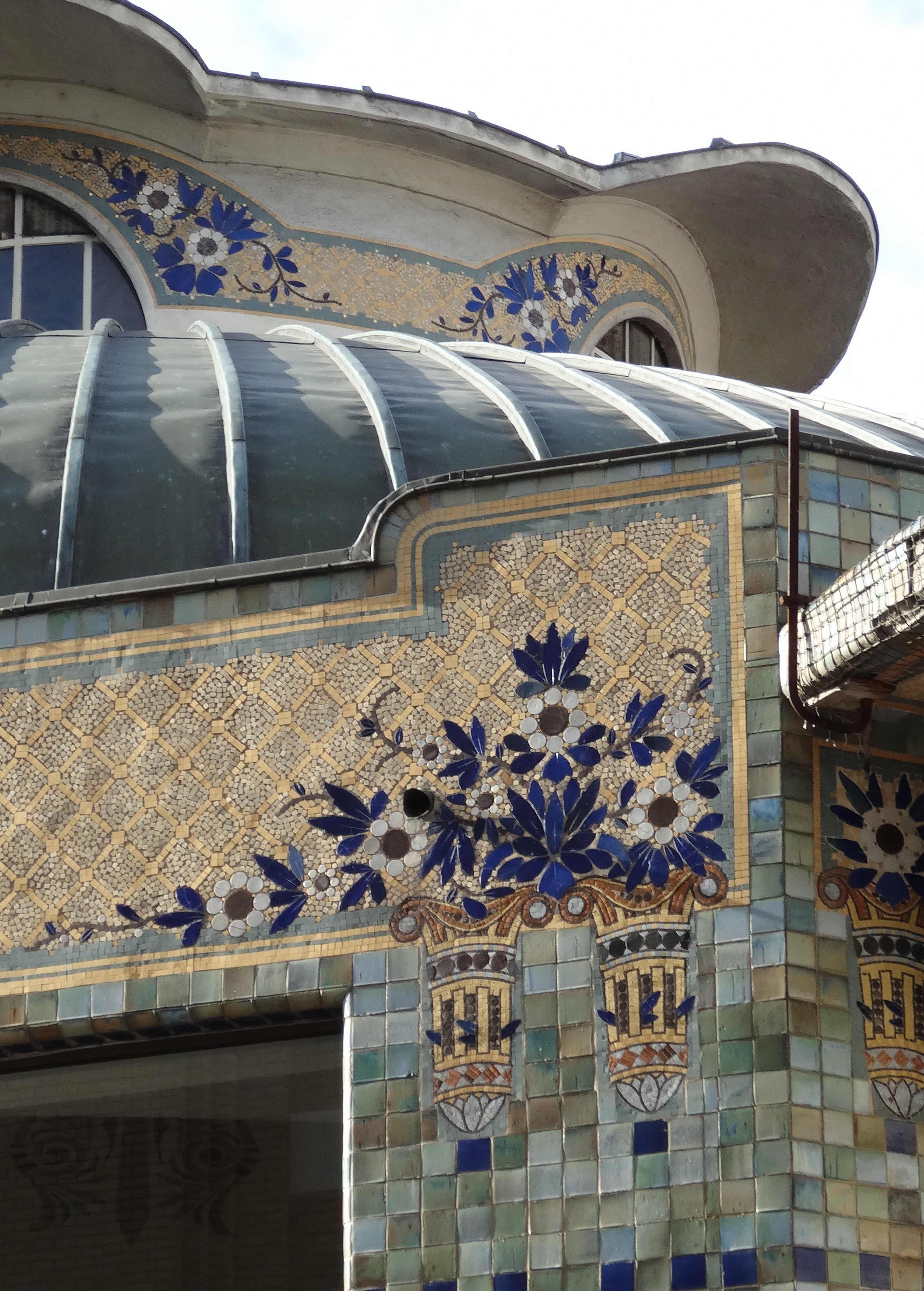
Le pavillon du Verdurier (1919)
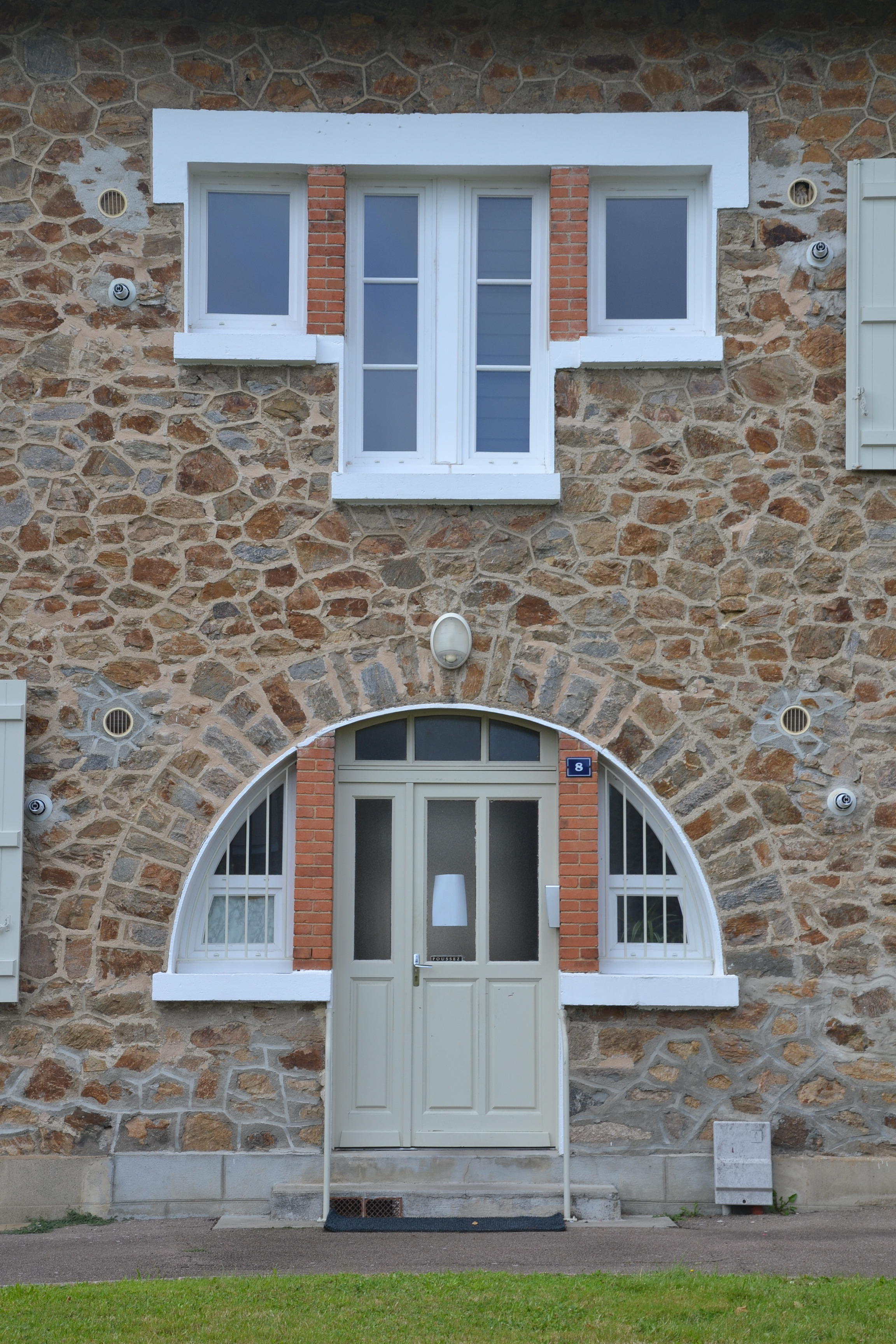
Cité-jardin de Beaublanc (1921-1923)
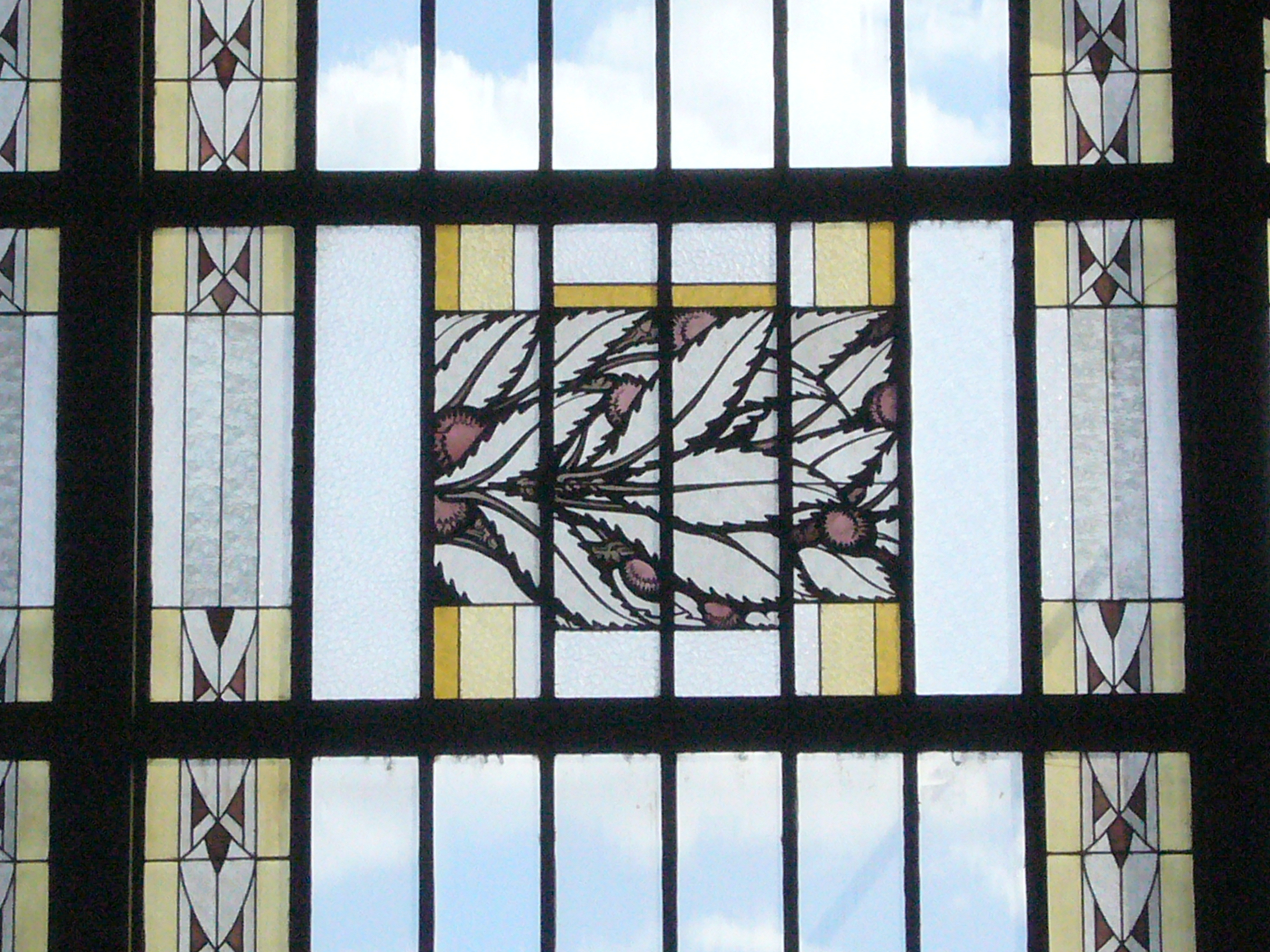
Vitraux de la gare de Limoges-Bénédictins (1924-1929)
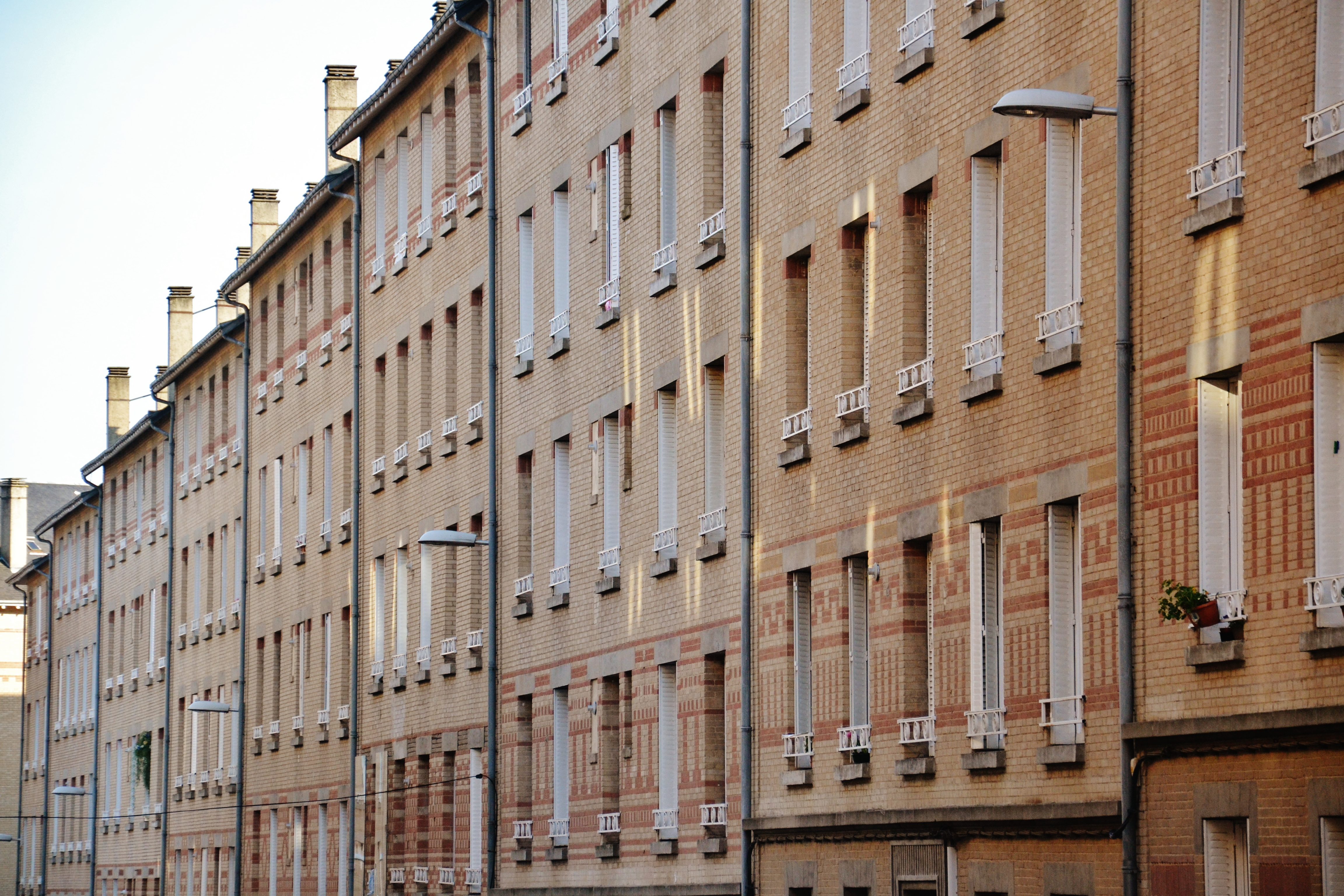
La cité des Coutures (1925-1932)
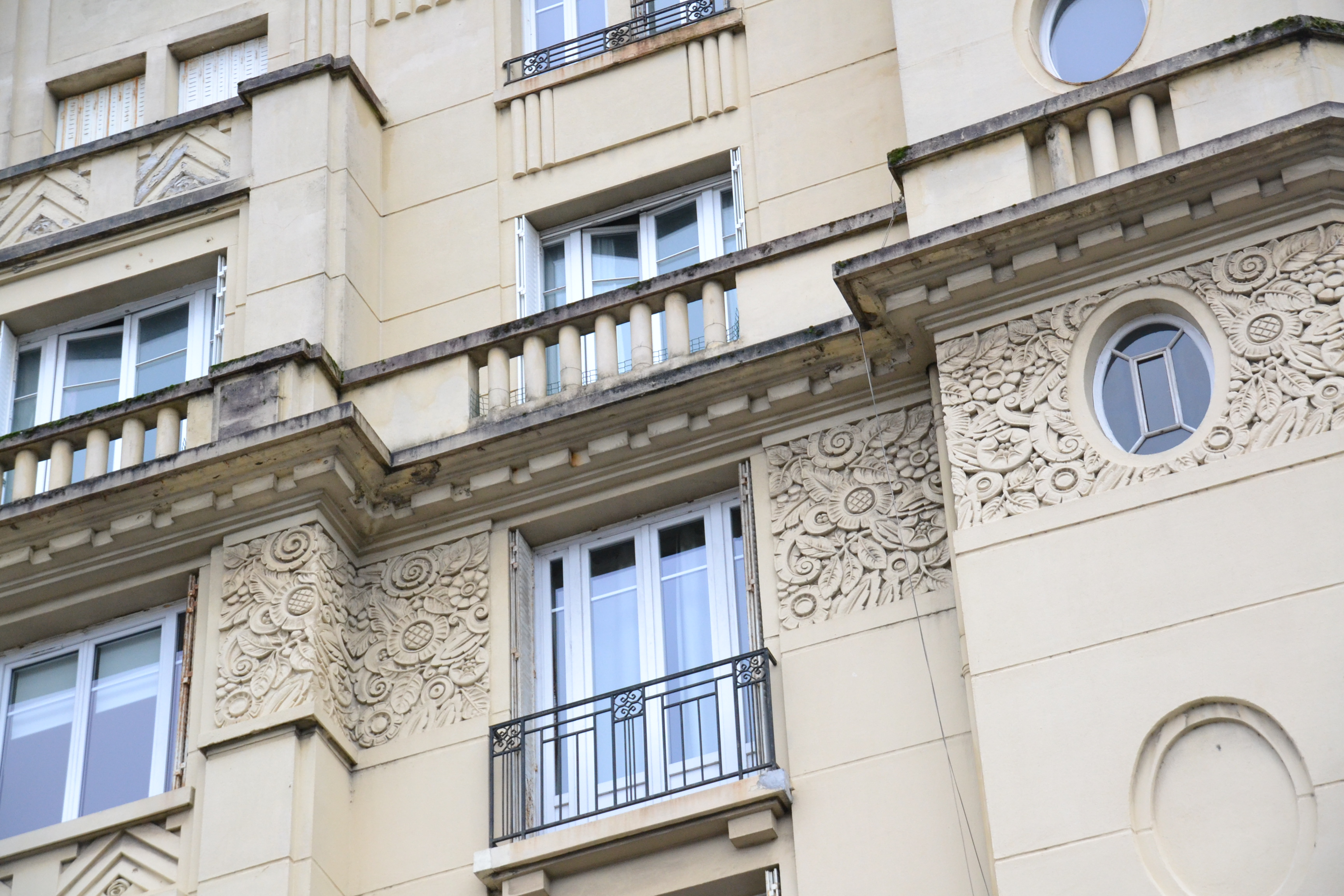
Immeuble de l'Automobile Club (1935)
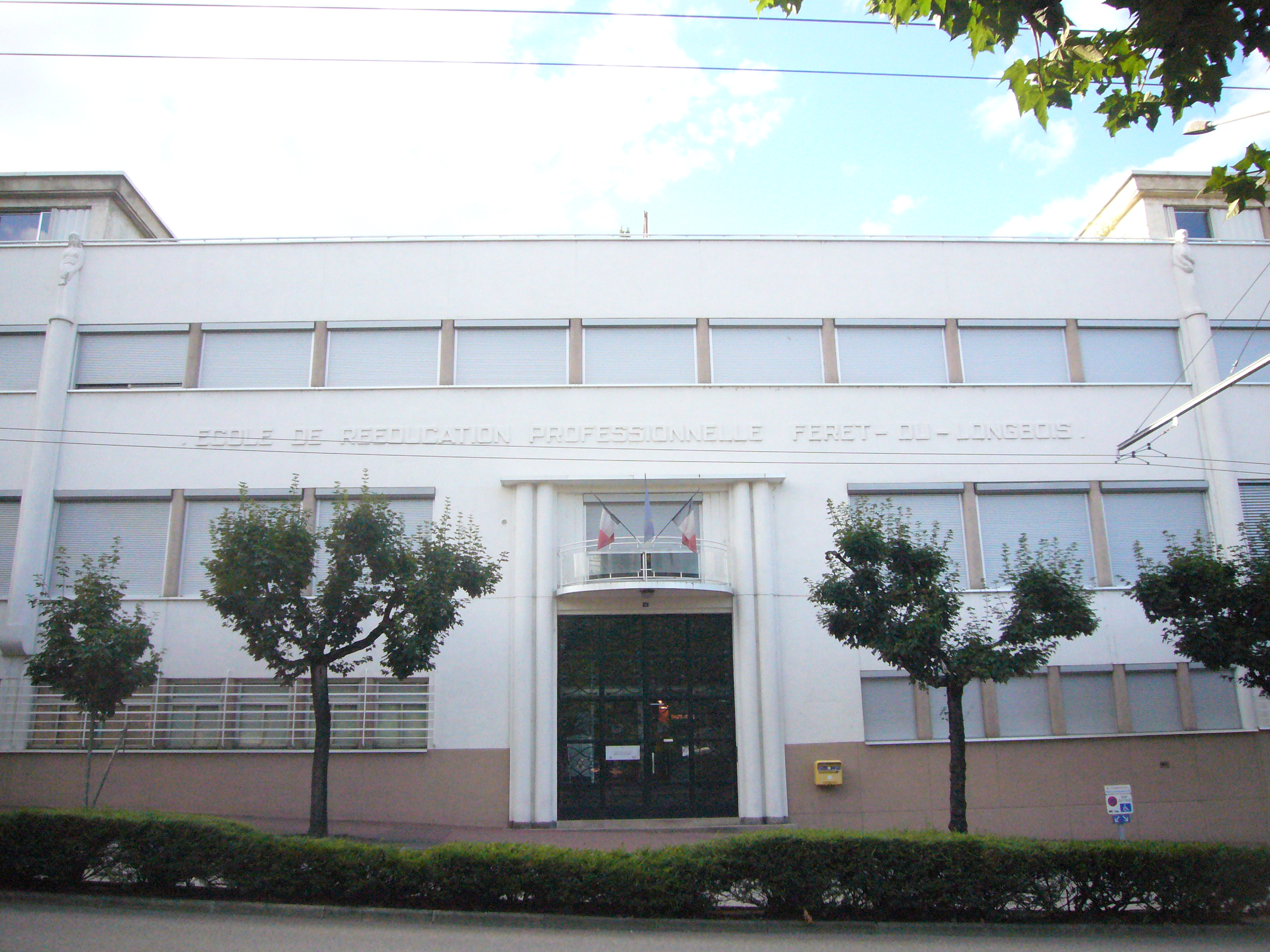
L'école de rééducation professionnelle Féret-du-Longbois (1939)